# Музгаш
Музгаш е орк от измисления свят на Толкин. Той е споменат в трилогията Властелинът на пръстените.

## За него
Музгаш е един от орките охраняващи кулата Кират Унгол, като е под командването на Шаграт. Сбива се с Горбаг за ризницата от митрил в кулата.